# Gila robusta
Gila robusta es una especie de peces de la familia de los Cyprinidae en el orden de los Cypriniformes.

## Morfología
Los machos pueden llegar alcanzar los 43 cm de longitud total.

## Hábitat
Es un pez de agua dulce.

## Distribución geográfica
Se encuentra en las cuencas de los ríos Colorado (estados de Wyoming, Colorado, Utah, Nevada, Nuevo México y Arizona en Estados Unidos), Yaqui y sur del Piaxtla en el noroeste de México.